# 関西仕事
関西仕事（かんさいしごと）とは、関西出身者でないにもかかわらず、あたかも関西芸人であるかのような仕事をする人、あるいはその仕事を指す言葉。イラストレーターのみうらじゅんが命名。